# Форт Пејн (Алабама)
Форт Пејн (енгл. Fort Payne) град је у америчкој савезној држави Алабама. По попису становништва из 2010. у њему је живело 14.012 становника.

## Демографија
Према попису становништва из 2010. у граду је живело 14.012 становника, што је 1.074 (8,3%) становника више него 2000. године.
| Група             | 2000.          | 2010.          |
| Белци             | 10.455 (80,8%) | 10.091 (72,0%) |
| Афроамериканци    | 586 (4,5%)     | 590 (4,2%)     |
| Азијати           | 71 (0,5%)      | 115 (0,8%)     |
| Хиспаноамериканци | 1.574 (12,2%)  | 2.930 (20,9%)  |
| Укупно            | 12.938         | 14.012         |